# دوره نوری
دوره نوری یا نوردورگی (به انگلیسی: Photoperiodism)، واکنش فیزیولوژیک موجودات زنده به طول روز یا شب است که در گیاهان و جانوران اتفاق می‌افتد. نوردورگی می‌تواند به عنوان پاسخ رشدی گیاهان به طول نسبی دوره‌های روز و شب تعریف شود.

## گیاهان
بسیاری از گیاهان گلدار مانند زردآلو برای درک تغییرات فصلی با محاسبه تغییرات طول شب یا روز را که آن را به عنوان سیگنالی برای آغاز فرایند گلدهی در نظر می‌گیرند از یک پروتئین گیرنده نوری مانند فیتوکروم یا کریپتوکروم استفاده می‌کنند. در بعضی دیگر از گیاهان قبل از گلدهی به شب به اندازه کافی طولانی یا کوتاه نیاز هست این گیرند.
فیتوکروم در دو فرم وجود دارد: PR و PFR. نور قرمز (که در طول روز موجود است) فیتوکروم را به شکل فعال آن (PFR) تبدیل می‌کند. این کار باعث رشد گیاه می‌شود. به نوبه خود، نور فراسرخ در سایه یا تاریکی وجود دارد و این فیتوکروم را از pfr به pr تبدیل می‌کند. Pr فرم غیرفعال فیتوکروم است و باعث جلوگیری از رشد گیاه می‌شود. این سیستم تبدیل PFR به PR به گیاه امکان می‌دهد تا زمانی شب و روز را درک کند. Pfr همچنین می‌تواند توسط پروسه ای به نام «بازگشت تاریک» به Pr تغییر کند، در حالی که دوره‌های طولانی تاریکی باعث تبدیل Pfr می‌شود.‌ این امر در رابطه با گلدهی گیاهان مهم است. آزمایشهای هالیدی و همکارانش نشان داد که دستکاری نسبت قرمز به فراسرخ در فرایند رشادی می‌تواند گلدهی را برانگیزد. آنها کشف کردند که گیاهان در معرض نور قرمز دیرتر گل می‌دهند و این امر اثبات می‌کند که نور قرمز سبب مهار گلدهی می‌شود. آزمایش‌های دیگری نیز این پدیده را با قرار دادن گیاهان در معرض بیش از حد نور قرمز در اواسط شب، ثابت کرده‌اند. یک گیاه کوتاه روزه در صورتی که نور چند دقیقه در نیمه شب بر آن بتابد گل نخواهد داد و اگر این کار برای یک گیاه بلند روزه انجام شود می‌تواند گل دهد.
کریپتوکروم‌ها نوع دیگری از حسگرهای نوری هستند که در نوردورگی اهمیت دارند. کریپتوکروم‌ها نور آبی و فرابنفش نوع A را جذب می‌کنند. مشخص شده است که فراوانی کریپتوکروم و فیتوکروم به نور بستگی دارد و مقدار کریپتوکروم می‌تواند بسته به نوع روز تغییر کند. این نشان می‌دهد که هر دوی این حسگرهای نوری در اندازه‌گیری طول روز برای گیاهان مورد توجه هستند.
در سال ۱۹۲۰، گارنر و آلارد، اکتشافات خود را دربارهٔ نوردورگی منتشر کردند و عنوان کردند که طول روز است که اهمیت ندارد. اما بعداً کشف شد که طول شب عامل کنترل‌کننده است.گیاهان گل‌دهنده بر اساس دوره نوری به عنوان گیاهان بلند روز و گیاهان کوتاه روز طبقه‌بندی می‌شوند. در کنار گیاهان بلند روز و گیاهان کوتاه روز، گیاهانی وجود دارند که به «دسته دو روزه» تبدیل می‌شوند. این گیاهان گیاهان طولانی مدت (LSDP) یا گیاهان کوتاه مدت (SLDP) هستند. LSDPها پس از یک سری روزهای طولانی به دنبال روزهای کوتاه گل می‌دهند، در حالی که SLDPها پس از یک سری روزهای کوتاه به دنبال روزهای طولانی گل می‌دهند. هر گیاه دوره نوری خاص برای طول شب یا طول روز دارد.
زیست‌شناسان امروزه معتقدند که همخوانی اَشکال فعال فیتوکروم یا کریپتوکروم در طول روز، بواسطه نور ایجاد شده و تغییر ریتم ساعت زیستی که اجازه می‌دهد گیاهان طول شب را اندازه‌گیری کنند ایجاد شده است. نوردورگی به غیر از گلدهی در گیاهان باعث رشد ساقه‌ها یا ریشه‌ها در فصل‌های خاص و از دست دادن برگ‌ها نیز می‌شود. روشنایی مصنوعی می‌تواند برای ایجاد روزهای طولانی مدت استفاده شود.

### گیاهان بلند روز
برخی از گیاهان بلند روز عبارتند از:
- میخک قرنفلی (Dianthus)
- بذرالبنج یا بنگ دانه (Hyoscyamus)
- جو دوسر (Avena)

برخی از گیاهان بلند روز فصلی عبارتند از:
- نخود فرنگی (Pisum sativum)
- جو (Hordeum vulgare)
- کاهو (Lactuca sativa)
- گندم (Triticum aestivum)

### گیاهان کوتاه روز
گیاهان کوتاه روز زمانی که طول شب بیش از مقدار خاصی بشود گل می‌دهند. آنها نمی‌توانند در شب‌های کوتاه یا اگر نور مصنوعی در طول شب بر آنها بتابد، گلدهی داشته باشند. آنها قبل از شروع رشد گل، نیاز به یک دوره مستمر تاریکی دارند.
نور طبیعی شب، مانند نور ماه یا رعد و برق، برای قطع گلدهی آنها کافی نیست.
به‌طور کلی، گیاهان کوتاه روز (یعنی بلند شب) با کوتاه شدن روز گل می‌دهند زیرا روزها بعد از ۲۱ ژوئن در نیمکره شمالی، که در تابستان یا پاییز می‌گذرد، کوتاه‌تر می‌شوند (و شب‌ها بلندتر می‌شوند). طول دوره تاریک مورد نیاز برای ایجاد گلدهی بین گونه‌ها و گونه‌های یک گونه متفاوت است.
نوردورگی بر روی گل دهی تأثیر می‌گذارد و باعث ایجاد جوانه‌های گل به جای برگ و جوانه‌های جانبی می‌شود.
برخی از گیاهان کوتاه روز دائمی عبارتند از:
- کنف (Hibiscus cannabinus)
- ماری‌جوانا (Cannabis)
- پنبه (Gossypium)
- برنج (Oryza)
- سورگوم دورنگ (Sorghum bicolor)
- ماش (Mung bean, Vigna radiata)
- سویا[۲۱] (Glycine max)

### گیاهان روز-خنثی
گیاهان روزانه خنثی، مانند خیار، گل رز و گوجه فرنگی، گلدهی را بر اساس نوردورگی آغاز نمی‌کنند. در عوض، آنها ممکن است پس از رسیدن به مرحله یا سن خاصی از رشد کامل، یا در پاسخ به محرک‌های زیست‌محیطی دیگری مانند گرده افشانی گلدهی را شروع کنند.

## جانوران
طول روز و در نتیجه آگاهی از فصل سال، برای بسیاری از حیوانات حیاتی است. تعدادی از تغییرات زیست شناختی و رفتاری به این آگاهی بستگی دارد. دوره نوری همراه با تغییرات دما، تغییر رنگ خز و پرها، مهاجرت، ورود به خواب زمستانی، رفتار جنسی و حتی تغییر اندازه اندام‌های جنسی را تحریک می‌کند.
فرکانس آواز پرندگان مانند قناری بستگی به دوره نوری دارد. در فصل بهار، زمانی که نور افزایش می‌یابد (نور روز بیشتر)، بیضه‌های قناری نر رشد می‌کنند. همان‌طور که بیضه‌ها رشد می‌کنند، بیشتر آندروژن‌ها ترشح می‌شوند و فرکانس آهنگ افزایش می‌یابد. در پاییز، زمانی که نور کاهش می‌یابد (نور روز کمتر)، سلول‌های بیضه جنس نر تحلیل رفته و سطوح آندروژن به‌طور چشمگیری کاهش می‌یابد و موجب کاهش فرکانس آواز می‌شود. . نه تنها فرکانس آواز خواندن وابسته به نور است، بلکه تنوع نغمه‌ها نیز چنین اند. دوره نور طولانی بهار موجب می‌شود نغمه‌های متنوعی توسط قناری به وجود آید. کوتاه‌ترین دوره نور در پاییز باعث کاهش این تنوع می‌شود. این تغییرات نوری رفتاری در قناریهای نر ناشی از تغییرات در مرکز موسیقی مغز است. با افزایش طول دوره نور، مرکز آوازی بالا (HVC) و هسته قوی آرکیستریاتوم (RA) از لحاظ اندازه بزرگ می‌شوند. هنگامی که دوره نوری کاهش می‌یابد، این مناطق مغز نیز ضعیف می‌شوند.
در پستانداران، طول روز در هسته سوپراکیاسماتیک (SCN) که توسط سلول‌های شبکیه‌ای گنگلیونی حساس به نور، که در بینایی دخیل نیست، ثبت می‌شود. اطلاعات از طریق دستگاه رتینوهیپوتالامیک (RHT) انتقال داده می‌شود. بعضی از پستانداران بسیار فصلی هستند، در حالی که فصلی بودن انسان عمدتاً تکاملی است.